# 75 лет Запорожской области
75 лет Запорожской области (укр. 75 років Запорізькій області) — юбилейная монета номиналом 5 гривен, выпущенная Национальным банком Украины, посвящённая одному из самых индустриальных регионов, расположенном на юго-востоке Украины, который на юге омывается водами Азовского моря.
Монета введена в обращение 25 марта 2014, относится к серии «Области Украины».

## Описание и характеристика
| Номинал грн. | Металл                  | Масса, г | Диаметр, мм | Качество изготовления     | Гурт                 | Тираж, штук |
| ------------ | ----------------------- | -------- | ----------- | ------------------------- | -------------------- | ----------- |
| 5            | никелевый сплав, нордик | 9,4      | 28,0        | специальный анциркулейтед | рифление по секторам | 20 000      |

### Аверс
На аверсе монеты вверху размещён малый Государственный Герб Украины, по кругу надписи: «НАЦіОНАЛЬНИЙ БАНК УКРАЇНИ» (вверху), «П’ЯТЬ ГРИВЕНЬ» (внизу), справа — логотип Монетного двора Национального банка Украины; в центре — плотина Днепрогэса, над которой — год чеканки монеты «2014», по кругу размещены символы региона: самолёт (моторостроения), сталеразливочный ковш (чёрная металлургия), подсолнечник и колосья пшеницы (сельское хозяйство), а также знак мирного атома (атомная энергетика).

### Реверс
На реверсе монеты изображён герб области, по кругу размещены надписи: «ЗАПОРіЗЬКА ОБЛАСТЬ» (вверху), «ЗАСНОВАНА У 1939 РОЦI» (внизу).

## Авторы
- Художник — Иваненко Святослав.
- Скульпторы: Иваненко Святослав, Атаманчук Владимир.

## Цена монеты
При вводе монеты в обращение в 2014 году, Национальный банк Украины реализовал монету через свои филиалы по цене 25 гривен.
Фактическая приблизительная стоимость монеты, с годами менялась так:
| Год        | 2014 | 2015 | 2016 | 2017 | 2018 |
| ---------- | ---- | ---- | ---- | ---- | ---- |
| Цена, грн. | 58   | 85   | 145  | 350  | 450  |